# 小行星2278
小行星2278（2278 Gotz）是一颗围绕太阳公转的小行星。1953年4月7日，卡爾·威廉·萊茵姆特在海德堡发现了此天体。
該小行星以德國天文學家保羅·格茨命名。
这颗小行星的绝对星等为206.65329等。